# Lumsheden
Lumsheden is een plaats in de gemeente Falun in het landschap Dalarna en de provincie Dalarnas län in Zweden. De plaats heeft 166 inwoners (2005) en een oppervlakte van 67 hectare. De plaats ligt aan het kleine meer Lumsen.